# Denatoniumbenzoaat
Denatoniumbenzoaat, bekend onder de merknamen Bitrex en Byte-X, is een geurloze synthetische stof met een bijzonder bittere smaak.
Denatoniumbenzoaat is de meest bittere stof die bekend is. De stof werd ontdekt in 1958 door Macfarlan Smith. Aanvankelijk werd het gebruikt om zuivere alcohol ongeschikt te maken voor consumptie, maar inmiddels wordt het ook toegevoegd aan vele schoonmaakmiddelen, pesticiden, knoopcelbatterijen, doe-het-zelfproducten en (onderdelen van) consumentenelektronica om te voorkomen dat kinderen dergelijke producten consumeren.
Nog steeds zijn de merknaam Bitrex en het patent op denatoniumbenzoaat in handen van Macfarlan Smith.